# Oranje zwameter
De oranje zwameter (Hypomyces aurantius) is een schimmel behorend tot de familie Hypocreaceae. Het is een biotrofe parasiet en komt voor in loofbossen op oude, polypore houtzwammen en oesterzwammen.

## Determinatie
Het vruchtlichaam heeft een diameter van 0,3–0,4 mm. Ze zijn kogelvormig met een papil. De peritheciën zijn oranje tot oranjegeel, in een goudgele tot bleekoranje hyfenmat ingebed.

## Verspreiding
In Nederland komt de oranje zwameter algemeen voor. Hij is niet bedreigd en staat niet op de rode lijst.